# 175238 Nguyenhien
175238 Nguyenhien este o planetă minoră (asteroid) din centura de asteroizi. A fost descoperită pe 12 aprilie 2005 la Observatorul Național Kitt Peak de Marc Buie⁠(d). 
Obiectul prezintă o orbită caracterizată de o semiaxă mare de 2,435068394325 UAi, o excentricitate de 0,18, o înclinație de 1,7 ° în raport cu ecliptica.